# Willem Coenen (violist)
Willem Coenen (Amsterdam, 18 november 1866 - Londen, 7 juli 1925) was een Nederlands violist.
Hij werd geboren als Johannes Wilhelmus Meinardus Sasbach/Sasbagh. Hijzelf (nog Salsbach) trouwde in Montreux, Zwitserland in 1889 met de Duitse Louise Caroline Clara Rittner. In 1906 liet hij zijn achternaam en die van zijn gezinsleden wijzigen in Coenen (Koninklijk Besluit 6 juni 1906), een verwijzing naar de musicus Johannes Meinardus Coenen. Pas in 1920 richtte zijn moeder Johanna  een verzoek tot koningin Wilhelmina der Nederlanden om aan haar naam de geslachtsnaam Coenen toe te voegen
Hij werd onder de naam Willem Coenen violist en concertmeester van het Paleisorkest (Paleis voor Volksvlijt), Johan Meinardus Coenen was er toen dirigent. Hij speelde ook in het Caecilia-orkest. Hij vertrok net zoals zijn naamgenoot (maar geen directe familie) de pianist naar Londen, alwaar hij overleed.Hij werd lang zo bekend niet als die naamgenoot. 